# Michael Johann von Traubenberg
Michael-Johannes von Traubenberg (Траубенберг, Михаил Михайлович en russe) (1722-1772) est un baron germano-balte, major-général russe commandant de la ligne du Gouvernement d'Orenbourg. Il est assassiné lors de la révolte cosaque de 1772, prémices de la guerre des Paysans russes (1773-1775).